# Gătaia
Gătaia is een stad (oraș) in het Roemeense district Timiș. De stad telt 6142 inwoners (2005).